# Bythocaris kobjakovae
Bythocaris kobjakovae is een garnalensoort uit de familie van de Hippolytidae. De wetenschappelijke naam van de soort is voor het eerst geldig gepubliceerd in 2000 door Sokolov.